# 佩諾克區

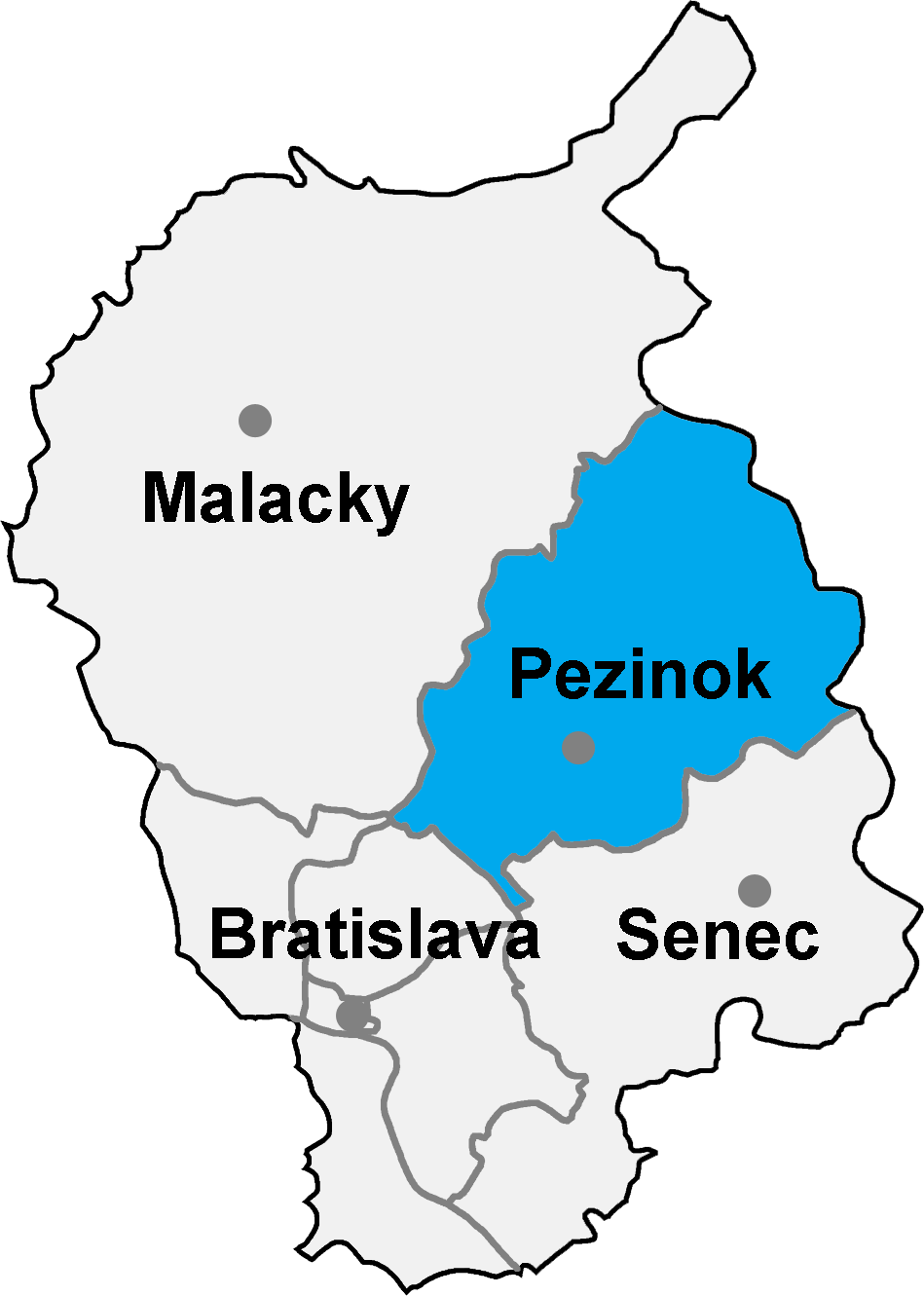

佩諾克區是斯洛伐克西部布拉迪斯拉發州的一個區。佩諾克區成立於1996年。自1923年開始，佩諾克區曾經是莫德拉區的一部分。佩諾克區面積375.53平方公里。2004年，佩諾克區有人口54164人。